# Vệ thúc Vũ
Vệ Thúc Vũ (trị vì: 632 TCN), tên thật là Cơ Vũ, là vị vua thứ 22 của nước Vệ – chư hầu nhà Chu trong lịch sử Trung Quốc.

## Thay anh cầm quyền
Vệ Thúc Vũ là con thứ của Vệ Văn công – vua thứ 20 nước Vệ và em của Vệ Thành công – vua thứ 21 nước Vệ.
Từ thời vua cha Văn công, nước Vệ đã kết oán với nước Tấn vì khi vua Tấn còn là công tử Trùng Nhĩ chạy lưu vong qua nước Vệ không được Vệ Văn công đối xử tốt. Sau đó Trùng Nhĩ trở về nước làm vua (Tấn Văn công), rồi tranh ngôi bá với nước Sở.
Tháng giêng năm 632 TCN, Vệ Thành công sợ quân Tấn sẽ kéo đến đánh kinh thành Sở Khâu, muốn cầu cứu Sở Thành vương nhưng bị người trong nước phản đối, bèn giao lại nước cho Thúc Vũ cùng đại phu Nguyên Huyến, còn mình chạy ra đất Tương Ngưu và cầu cứu Sở Thành vương.
Quân Sở và quân Tấn đánh nhau to ở Thành Bộc. Quân Tấn đại thắng quân Sở. Từ đó nước Tấn làm bá chư hầu. Tấn Văn công hội chư hầu ở Tiễn Thổ. Vệ Thành công sợ bị nước Tấn hỏi tội theo Sở, bèn chạy sang nước Sở rồi lại sang nước Trần, để Thúc Vũ thay mặt đi dự hội thề với chư hầu.
Sau khi thấy nước Vệ quy phục, Tấn Văn công bằng lòng phục ngôi cho Vệ Thành công như đã hứa trước trận Thành Bộc. Có người gièm pha với Thành công rằng Nguyên Huyến muốn lập Thúc Vũ để thay hẳn ngôi vua. Khi Vệ Thành công trở về nước, công tử Thúc Vũ nhường lại ngôi vua.
Cho rằng Thúc Vũ muốn cướp ngôi mình, Vệ Thành công cho Chuyên Khuyển đi làm tiền khu, khi về tới nước Vệ bèn giết luôn Thúc Vũ, còn mình về Sở Khâu sau.
Vệ Thúc Vũ chỉ làm vua được vài tháng, từ tháng 2 đến tháng 6 năm 632 TCN, từng đi dự hội chư hầu.

## Sau khi qua đời
Đại phu Nguyên Huyến phù tá Thúc Vũ vội bỏ chạy sang nước Tấn, tố cáo Vệ Thành công giết Thúc Vũ.
Vệ Thành công quy tội giết Thúc Vũ cho Chuyên Khuyển, mang tử hình. Do sự tố cáo của Nguyên Huyến, Tấn Văn công triệu hai bên tới đối chất. Vệ Thành công sai Hàm Trang Tử đi thay mặt. Quan coi ngục là Sĩ Vinh được cử làm người đối chứng. Sau khi tranh luận, Hàm Trang Tử đại diện cho Vệ Thành công thua lý. Tấn Văn công bèn chém Sĩ Vinh và chặt chân Hàm Trang Tử. Tấn Văn công sai quân bắt Vệ Thành công mang tới Lạc Ấp kinh đô nhà Chu giam tại đó.
Nguyên Huyến trở về nước Vệ lập công tử Hà lên ngôi.